# Роберт Морісон
Роберт Морісон (англ. Robert Morison, 1620 — 10 листопада 1683) — видатний шотландський ботанік, зоолог, анатом та лікар.

## Біографія
Роберт Морісон народився у Абердині у 1620 році.
Він закінчив своє навчання в університеті цього міста та у 1638 році отримав ступінь доктора філософії.
Морісон проводив свої наукові дослідження в галузі анатомії, зоології та ботаніки та був призначений лікарем в Анже у 1648 році. Він розробив метод класифікації на основі подібності рослин.
Роберт Морісон помер у Лондоні 10 листопада 1683 року.

## Наукові праці
- Morison, Robert (1680) Plantarum historiae universalis Oxoniensis [Tome 2][6][7].
- Morison, Robert (1699) Plantarum historiae universalis Oxoniensis [Tome 3][6][7].
- Morison, Robert (1672) Plantarum umbelliferarum distributio nova[6][7].

## Вшанування
Шарль Плюм'є назвав на його честь рід рослин Morisona.